# Genesis (film, 1998)
Pour les articles homonymes, voir Genesis et Genesis (film).
Pour plus de détails, voir Fiche technique et Distribution.
Genesis est un film espagnol réalisé par Nacho Cerdà, sorti en 1998.

## Synopsis
Traumatisé par la mort de sa femme dans un accident de voiture, un artiste créé une sculpture à sa mémoire. Alors que la sculpture commence à saigner par des fissures dans l'argile, la chair du sculpteur mute et s'émiette.

## Fiche technique
- Titre français : Genesis
- Réalisation : Nacho Cerdà
- Scénario : Nacho Cerdà
- Pays d'origine : Espagne
- Format : Couleurs - 35 mm - 2,35:1
- Genre : court métrage, horreur
- Durée : 30 minutes
- Date de sortie : 1998

## Distribution
- Pep Tosar : le sculpteur
- Trae Houlihan : la femme du sculpteur